# 그레이스 빅토리아 콕스
그레이스 빅토리아 콕스(Grace Victoria Cox, 1995년 3월 10일 ~ )는 미국의 배우, 텔레비전 배우, 영화배우이다.
렉싱턴에서 태어났다.

## 영화
- 나는 악마를 사랑했다 (2018년)